# Nelahozeveský tunel III
Nelahozeveský tunel III je železniční tunel na katastrálním území Lobeč v Kralupech nad Vltavou na železniční trati Praha–Děčín mezi stanicí Kralupy nad Vltavou a zastávkou Nelahozeves zámek v km 438,926–439,218.

## Historie
Železnice byla uvedena do provozu v roce 1850 jako součást Severní státní dráhy. V osmdesátých letech 20. století byla provedena elektrizace tratě. Tunel byl postaven v roce 1848 jako jednokolejný. V roce 1942 byl zvětšen a položeny dvě koleje. Sanace byla provedena v období od roku 1976 do roku 1985. Další rekonstrukce se předpokládá v letech 2023 až 2027 v rámci modernizace prvního železničního koridoru.

## Popis
Tunel dlouhý 291,20 metrů byl částečně ražen v akrózovém pískovcovém masívu Lobečské skály v nadmořské výšce 180 m a částečně hlouben u výjezdového portálu (severní portál). Při rekonstrukci v roce 1942 byla změněna (zvětšena) profilace tunelu a ostění bylo ve dvou třetinách délky tunelu vyzděno 40 až 70 cm silnou pískovcovou vyzdívkou a zbytek byl vyzděn řádkovým zdivem z ruly. Portál výjezdového tunelu navazuje na řádkové zdivo a má novogotickou obezdívku. Před vjezdovým portálem (jižním) je opěrná zeď, která navazuje na vyzděnou asi třímetrovou opěru portálu. Aby trať mohla být elektrifikována, bylo dno tunelu prohloubeno o 0,40 m a zdivo ve výšce 4,150 m nad kolejí osekáno do hloubky 15 cm pro trakční vedení. Rychlost vlaků byla omezena na 50–90 km/h. Nejmenší osová vzdálenost kolejí je 3670 mm, což nevyhovuje parametrům pro modernizaci tunelu, důvodem odkladu modernizace byla též nedostatečná prostorová průchodnost.

## Plánovaná rekonstrukce
Při plánované rekonstrukci (2023–2027) bude vestavěno do stávajícího profilu sekundární železobetonové ostění a tunel bude prohlouben o 300 až 400 mm. Mezi sekundární ostění a stěnu tunelu bude dána vrstva stříkaného betonu a izolační vrstva, u paty pak bude drenážní systém. Tunel po rekonstrukci bude vybaven požárním suchovodem, bezpečnostními výklenky, únikovým chodníkem o šířce 800 milimetrů a jednou kolejí; rychlost vlaků se zvýší na 140 km/h.
Pro modernizaci Nelahozeveských tunelů byl v roce 2016 schválen záměr projektu, v roce 2017 bylo vydáno stanovisko EIA a v květnu v roce 2020 bylo vydáno územní rozhodnutí. Stavební povolení by mělo být vydáno v roce 2023, vyhlášení výběrového řízení by mělo proběhnout v roce 2022  a realizace stavby v období 2023–2027.